# 시타구라촌
시타구라촌(下倉村)은 오카야마현 기비군에 있던 촌이다. 현재의 소자시의 일부에 해당한다.

## 역사
- 1889년 6월 1일 - 정촌제 시행에 의해 가토군 시타구라촌이 발족하였다.
- 1900년 4월 1일 - 군의 통합에 의해 기비군에 소속되었다.
- 1952년 4월 1일 - 도미야마촌, 히요시촌, 미노치촌과 합병, 정으로 승격해 쇼와정이 신설하여 폐지되었다.

## 참고문헌
- 角川日本地名大辞典 33 岡山県
- 『市町村名変遷辞典』東京堂出版、1990年。